# Гиптнер, Рудольф
Рудо́льф Ги́птнер (нем. Rudolf Gyptner; 4 января 1923, Гамбург — 28 ноября 1944, Павонков) — немецкий коммунист и антифашист.

## Биография
Отец Рудольфа Гиптнера — коммунист Рихард Гиптнер, участник группы Ульбрихта. Семья Гиптнеров до рождения сына эмигрировала в СССР и в 1923 году вернулась в Германию. В 1933 года Гиптнеры через Францию вновь выехали в СССР. После начала Великой Отечественной войны Рудольф записался на фронт добровольцем и прошёл подготовку на радиста.
9 августа 1944 года отдел внешнеполитической информации ЦК ВКП(б) принял решение забросить за линию фронта нескольких человек, прошедших спецподготовку в Институте № 100, с целью установления связей с местными политическими активистами, действовавшими в подполье. Рудольф Гиптнер, Артур Гофман, Фердинанд Грайнер, Йозеф Гифер и Йозеф Кифель десантировались 23 августа 1944 года близ Люблинеца. Как предполагается, их радиопередатчик был запеленгован вермахтом. Группу предупредили об опасности польские борцы сопротивления, группа разделилась. Кифелю, Грайнеру и Гофману удалось бежать, а Гиптнер и Гифер были убиты гестапо в Павонкове во дворе польского антифашиста Роха Курписа 28 ноября 1944 года.
В ГДР в память о Рудольфе Гиптнере его имя носили многие учреждения и организации, в том числе полк Национальной народной армии, военизированный разведотдел министерства внутренних дел. В ПНР имя Рудольфа Гиптнера носило подразделение пограничных войск. В Павонкове установлена мемориальная доска.